# 三好頼澄
三好 頼澄（みよし よりずみ）は、戦国時代の武将。細川氏の家臣。

## 略歴
三好之長の子。一説には後に三好三人衆の1人として権勢を振るう三好宗渭が子とも。
父や長兄の長秀と細川澄元に仕えた。永正6年（1509年）6月、京都奪還のため父に従って細川高国・大内義興らと戦うが敗れて兄の長秀と共に伊勢山田（三重県伊勢市）に敗走した（如意ヶ嶽の戦い）。だがここで高国と縁戚関係にあった北畠材親の攻撃を受けて長秀と共に自害に追い込まれた（『実隆公記』『細川両家記』）。